# Permacultura
La permacultura es un tipo de sistema de diseño agrícola múltiple, basado en los patrones y las características del ecosistema natural. Es holística ya que posee multitud de ramas entre las que se incluyen el diseño ecológico, la ingeniería ecológica, diseño ambiental, la construcción y la gestión integrada de los recursos hídricos, que desarrolla la arquitectura sostenible y los sistemas agrícolas autorregulados inspirados en los ecosistemas naturales. Desde sus inicios a finales de los años 1970, la permacultura se ha caracterizado como una respuesta positiva a la crisis ambiental y social actual.

## Etimología
El término "permacultura" (como un método sistemático) fue acuñado por primera vez por los australianos Bill Mollison y David Holmgren en 1978.
Varias décadas antes, en 1910, el agrónomo estadounidense Cyril Hopkins utiliza por primera vez el término "permanent agriculture" o "agricultura permanente" para definir una forma particular de agricultura que podría mantenerse de manera infinita gracias a que no agota la fertilidad de los suelos.
La palabra permacultura (del inglés permaculture) es una contracción que proviene de las palabras anglosajonas permanent & culture que originalmente se refería a la ‘agricultura permanente’, pero se amplió para significar también cultura permanente, debido a que se ha visto que los aspectos sociales son parte integral de un sistema verdaderamente sostenible, inspirado en la filosofía de la Agricultura Natural de Masanobu Fukuoka.
En palabras de Bill Mollison: 

La permacultura es la filosofía de trabajar con, y no en contra de la naturaleza; de observación prolongada y reflexiva, en lugar de labores prolongadas e inconscientes; de entender a las plantas y los animales en todas sus funciones, en lugar de tratar a las áreas como sistemas mono-productivos.

## Concepto

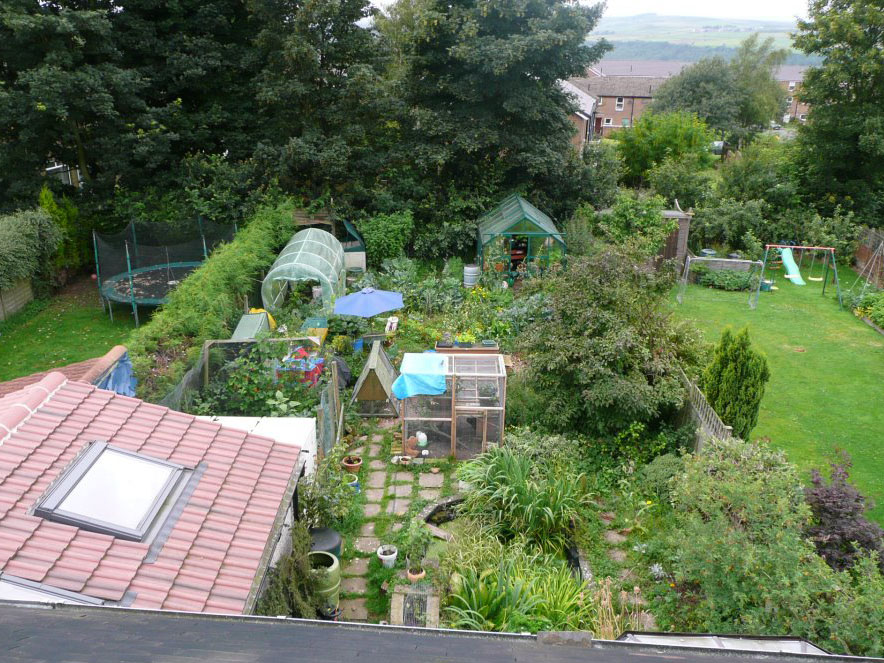
Jardín permacultural en un suburbio de Sheffield (Reino Unido).

Un hábitat diseñado según los principios de la permacultura se entiende como un sistema, en el cual se combinan la vida de los seres humanos de una manera respetuosa y beneficiosa con la de los animales y las plantas, para proveer las necesidades de todos de una forma adecuada.
En el diseño de estos sistemas se aplican ideas y conceptos integradores de la teoría de sistemas, biocibernética y ecología profunda. La atención no solo se dirige hacia los componentes individuales (elementos), sino hacia las relaciones entre estos elementos y su uso óptimo para la creación de sistemas productivos.
Planificación, implementación y mantenimiento componen el proceso de diseño permacultural, el cual se enfoca tanto en una optimización sucesiva del sistema para las necesidades actuales, como también en una futura productividad, abierta para ser desarrollada y refinada por las generaciones venideras. El proceso de diseño tiene como objetivo una integración óptima de las necesidades ecológicas, económicas y sociales del sistema, de modo que a largo plazo se pueda autorregular y mantener en un equilibrio dinámico mediante interferencias mínimas. La inspiración de esto son los procesos de autorregulación que se pueden observar diariamente en sistemas ecológicos en los bosques, lagos o los océanos que se autorregulan por sí solos. El pensamiento sistémico y una acción motivada por esto buscan superar de una manera consciente la forma de pensar lineal todavía predominante, cuyas consecuencias destructivas son evidentes.
Como estamos viviendo en sistemas y estamos rodeados por ellos, la causalidad lineal no puede solucionar nuestros problemas, solamente aplazarlos o desplazarlos sin llegar a solucionarlos. De este modo tendemos a desplazar lo que estorba y sustituirlo por comodidad, por ejemplo: el gallinero en un pueblo o ciudad tiende a eliminarse porque estorba el ruido de las gallinas, pero nos privamos de acceder a unos productos de calidad cercanos a cambio de unos productos que desconocemos de un silencioso y limpio supermercado o bien a gastar tiempo y dinero al haber averiguado, por ejemplo, que a una de tus plantas le falta hierro y entender falsamente que al suelo también le falta ese mineral siendo que este es el cuarto elemento más abundante en la corteza terrestre, lo que nos conduce a pensar como solución el añadir inútilmente más hierro sin entender que siempre está presente pero a veces es imposible a la planta absorberlo, posiblemente debido a un exceso de nitratos. Esta forma de pensar tiende a implementar tan solo correcciones sintomáticas que producen constantemente nuevos problemas, en ocasiones mayores a los anteriores.
El concepto libre de ideologías de la permacultura se abre tanto a los nuevos conocimientos y tecnologías como a los conocimientos “antiguos”, milenarios, de todas las culturas y apoya su fusión creativa en innovadoras estrategias de diseño.

## Historia
En 1929, Joseph Russell Smith tomó un término anteriormente conocido como subtítulo para su obra: Tree Crops: A Permanent Agriculture. Traducido al español como Cultivo de árboles: una agricultura permanente, el libro resume la larga experiencia de su autor, experimentando tanto con frutas y frutos secos, como con cultivos para la alimentación humana y animal.
Smith vio el mundo como un todo interrelacionado y sugirió sistemas mixtos de árboles y cultivos debajo de ellos. Este libro inspiró a muchos individuos decididos a lograr una agricultura más sostenible, tales como Toyohiko Kagawa quien fue pionero en el cultivo de los bosques en Japón en la década de 1930.
La definición de agricultura permanente, como la que se puede sostener indefinidamente, fue apoyada por P. A. Yeomans, australiano, en su libro Water for Every Farm (traducido como Agua para todas las granjas. Yeomans introdujo un enfoque basado en la observación del uso de la tierra en Australia en la década de 1940, y el diseño Keyline como una forma de gestionar el suministro y distribución de agua en la década de 1950.
Trabajos de Stewart Brand fueron una influencia temprana señaló Holmgren. Otras influencias tempranas incluyen a Ruth Stout y Esther Deans, pioneras en la jardinería sin excavación y Masanobu Fukuoka que, a finales de 1930 en Japón, comenzó a abogar por huertos de siembra directa (labranza cero), y jardines y agricultura natural.

### Mollison y Holmgren

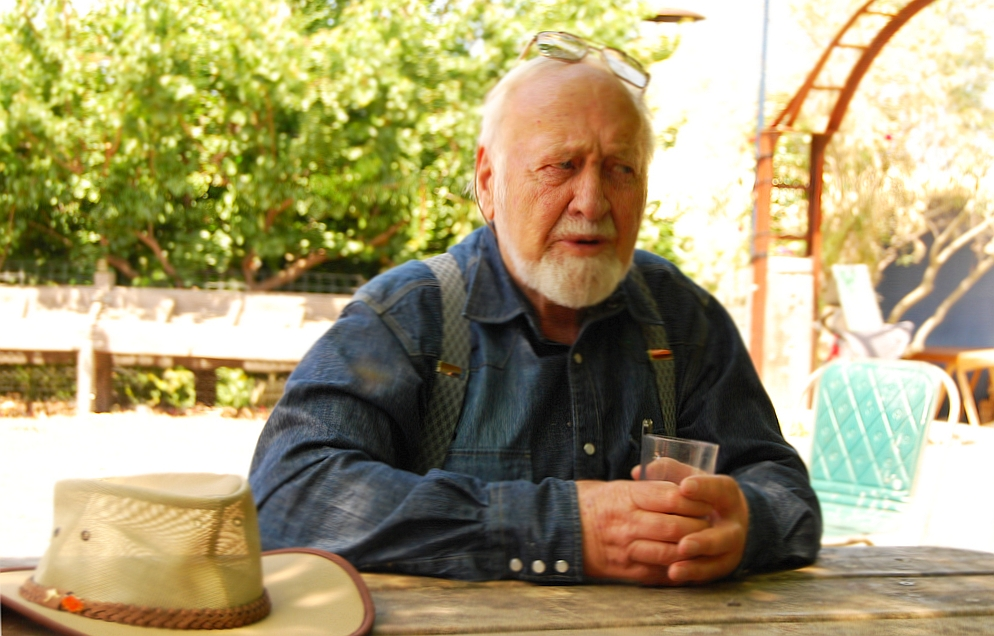
Bill Mollison considerado como el "padre de la permacultura".

A mediados de la década de 1970 dos ecologistas de Australia, el doctor Bill Mollison y David Holmgren, comenzaron a desarrollar una serie de ideas que tenían la esperanza de poder utilizar para la creación de sistemas agrícolas estables. Lo hicieron como respuesta a lo que consideraban como el rápido crecimiento en el uso de métodos agroindustriales destructivos tras la Segunda Guerra Mundial, que de acuerdo a su criterio estaban envenenando la tierra y el agua, reduciendo drásticamente la biodiversidad, y destruyendo billones de toneladas de suelo que anteriormente mantenía paisajes fértiles. Según ellos se inspiraron en los aborígenes de Tasmania y en otras prácticas tradicionales. Una aproximación denominada 'permacultura' fue el resultado y se dio a conocer con la publicación del libro Permaculture One en 1978. El libro tuvo un éxito inmediato en Australia, provocando mucho debate. La aparición de una revista (The International Permaculture Magazine), una miniserie televisiva con Bill Mollison como protagonista, y varias decenas de cursos que este dictó a finales de los 70 y principios de los 80 contribuyeron a internacionalizar la permacultura y a forjar su imagen de herramienta práctica para la construcción de hábitats sostenibles.
Tras la publicación de Permaculture One, Mollison y Holmgren refinaron y desarrollaron sus ideas, con ambos originadores diseñando cientos de 'terrenos de permacultura' y escribiendo varios libros. Mollison dio clases en más de 80 países y el Curso de Diseño de dos semanas de duración, se enseñó a muchos cientos de estudiantes a los que se les animó a convertirse en profesores y fundar sus propios colegios de permacultura. A comienzos de la década de 1980, el concepto avanzó desde ser predominantemente un diseño de sistemas agrícolas a ser un proceso de diseño más plenamente holístico para crear hábitats humanos sostenibles. A mediados de la década de 1980, multitud de estudiantes se habían convertido en exitosos prácticos, comenzado a enseñar el método; en un corto periodo de tiempo se establecieron grupos de permacultura, proyectos, asociaciones e institutos en más de 100 países.
En el transcurso de sus viajes por Asia, África y América Latina, Mollison encontró y contribuyó a popularizar conceptos y prácticas ancestrales que habían contribuido a la sostenibilidad de las antiguas culturas agrícolas y cazadoras. Muchos de estos conceptos fueron explicados y revalorizados, y pasaron a formar parte del aspecto técnico de la permacultura. Muy pronto se hizo evidente que los conceptos de diseño que manejaba la permacultura podían ser aplicados no solamente a la producción agropecuaria y forestal, sino a muchos aspectos de la vida humana, como la construcción, la educación, la economía y la organización social en general, abarcando todos los temas esenciales en el diseño de sistemas sostenibles de forma integrada.
La permacultura está en la actualidad bien establecida a lo largo y ancho del mundo, existiendo muchos ejemplos de su uso. Zimbabue tiene 60 escuelas diseñadas utilizando la permacultura, con un equipo nacional trabajando en la unidad de desarrollo de currículos escolares. El Alto Comisionado de Naciones Unidas para los Refugiados (ACNUR) ha elaborado un informe sobre el uso de la permacultura en situaciones de refugio, tras su exitoso uso en los campos de Sudáfrica y Macedonia.

## Diseño

### Los doce principios
A partir de los principios éticos, Holmgren definió 12 principios de diseño de la permacultura. Enfocados bajo la teoría de sistemas, sirven como guías generales para orientarnos dentro de la enorme complejidad natural y social a la hora de desarrollar un sistema sostenible:
|    | Principio                                                 | Descripción |
| -- | --------------------------------------------------------- | --- |
| 1  | Observar e interactuar                                    | Tomando el tiempo necesario para involucrarnos con la naturaleza, podemos diseñar soluciones que se ajusten a nuestra situación particular. La naturaleza es un gran sistema complejo de interrelaciones del que podemos aprender para crear sistemas integrados en ella que nos beneficien. |
| 2  | Captar y almacenar energía                                | La riqueza actual en el mundo es estacional y se basa en el uso y derroche energético de fuentes no renovables que acabarán por agotarse y en la degradación del entorno. Es por tanto necesario idear modos inteligentes y sostenibles para la generación y almacenamiento de recursos que permita el desarrollo de generaciones futuras. Como recursos se consideran tanto las fuentes de energía renovables como el agua, el suelo fértil o la biodiversidad.                                                              |
| 3  | Obtener un rendimiento                                    | Los sistemas que diseñemos deben producir frutos que garanticen la supervivencia de la comunidad pero sin hipotecar el futuro. La productividad debe ser medida en términos de producto real a partir del esfuerzo invertido. |
| 4  | Aplicar la autorregulación y aceptar la retroalimentación | Comprendiendo cómo funcionan las retroalimentaciones en la naturaleza, tanto negativas como positivas, podremos diseñar sistemas que sean autorregulados, reduciendo el esfuerzo necesario para su gestión y manejo correctivo. |
| 5  | Usar y valorar los servicios y recursos naturales         | Hacer el mejor uso posible de la abundancia natural para reducir nuestro comportamiento consumista y nuestra dependencia hacia los recursos no renovables. |
| 6  | Deja de producir residuos                                 | Encontrando un valor a cada recurso disponible y utilizándolos todos para integrarlos adecuadamente dentro de los ciclos naturales, el concepto de residuo deja de tener sentido. |
| 7  | Diseñar desde los patrones hacia los detalles             | Observando la naturaleza y la sociedad desde una perspectiva más amplia, se pueden detectar patrones o motivos generales que pueden utilizarse luego como columna vertebral de nuestros diseños, para luego implementarlos en los detalles. |
| 8  | Integrar más que segregar                                 | Las conexiones entre los elementos son más importantes que los elementos mismos. En la naturaleza encontramos relaciones de muchos tipos entre las especies, tales como la depredación, el parasitismo o la simbiosis. Disponiendo los elementos adecuados en sus lugares adecuados, se desarrollan relaciones de cooperación entre los elementos que mejoran y fortalecen el conjunto. Hay que tener en cuenta que cada elemento efectúa diversas funciones y que cada función importante es soportada por varios elementos. |
| 9  | Usar soluciones lentas y pequeñas                         | Los sistemas lentos y pequeños son más fáciles de mantener que los grandes y rápidos, ya que hacen un mejor uso de los recursos locales y producen resultados duraderos. |
| 10 | Usar y valorar la diversidad                              | La diversidad reduce la vulnerabilidad a las posibles amenazas y saca partido al entorno único en el que reside. |
| 11 | Usar los bordes y valorar lo marginal                     | En los bordes es donde se encuentra el mayor dinamismo y riqueza dentro de la naturaleza. Las interfases entre tierra, agua y aire permiten intercambios constantes que facilitan la creación de condiciones adecuadas para el desarrollo de la vida. |
| 12 | Usar y responder creativamente al cambio                  | Se puede obtener un impacto positivo sobre los cambios inevitables o sobre una visión de futuro observando con atención e interviniendo en el momento oportuno. |

### Zonas

Las zonas de Permacultura desde la 0 a la 5.

Las zonas son una forma de organizar de forma inteligente el entorno humano conforme a la frecuencia de sus necesidades o cuidado de sus plantas y animales. Las zonas más frecuentadas a lo largo del día se deben emplazar en las zonas cercanas al hogar, es decir, en las zonas 1 y 2. Las que son visitadas algo menos frecuentemente en las zonas 3 a la 5.
Zona 0
La casa u hogar en el centro. Este es el punto de partida para que las personas que habitan este lugar ahorren esfuerzo para alcanzar el resto de zonas, del mismo modo cubrir sus necesidades de agua y aprovechando los recursos naturales como la luz solar. Así se intenta crear un modelo sostenible donde se pueda vivir y trabajar. Esta zona es una designación informal, ya que Bill Mollison no la define en ninguno de sus libros.
Zona 1
Es la zona más cercana a la casa. Los elementos que se quieran establecer en esta zona deben ser los que más frecuencia se necesita visitar como los huertos donde haya plantas que se vayan a utilizar a diario como perejil, lechugas, fresas, etc. También se puede ubicar una zona de desechos orgánicos como una compostera.
Zona 2
Esta área es usada para ubicar las plantas perennes que requieren un mantenimiento algo menos frecuente que en la zona 1. Una visita ocasional para controlar la maleza o podar. Puede ubicarse aquí árboles frutales, calabazas, patatas, etc. También es un lugar ideal para poner panales o composteras de gran tamaño.
Zona 3
El área donde se deben crear los cultivos principales como negocio. Tras el establecimiento de esta zona requiere un mínimo de mantenimiento como riego y control de maleza gracias al acolchado o mulch que es una cobertura que puede estar compuesta de paja, restos vegetales o cortezas de pino para proteger al suelo del sol y evitar que se evapore la humedad fácilmente. El mulch hará que solo necesites visitar esta zona una o dos veces por semana.
Zona 4
Esta zona deber ser un área semi-salvaje de bosques. Está destinada para proveerse de forraje, recolectar comida salvaje (como setas) y leña.
Zona 5
En la zona 5 debe ser una zona totalmente salvaje sin intervención humana alguna salvo la observación de la naturaleza y sus ciclos. Esta zona ayudará a preservar bacterias, hongos e insectos que ayudarán a las zonas anteriormente mencionadas.

### Capas

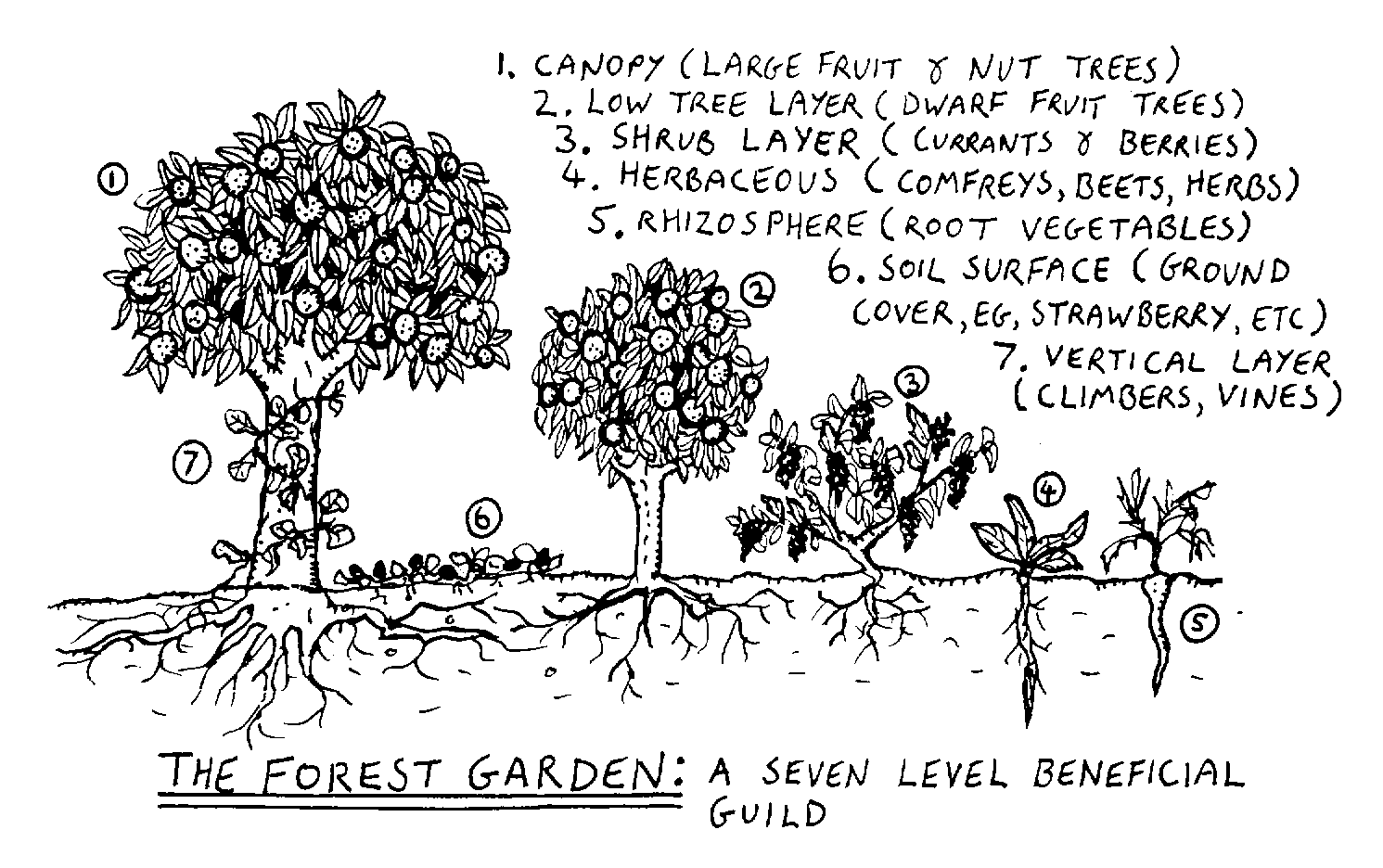
Las siete capas del bosque de alimentos.

Las capas son una de las herramientas que se utilizan para diseñar ecosistemas funcionales que son sostenibles y de beneficio directo para los humanos. Un ecosistema maduro tiene un gran número de relaciones entre sus partes componentes: árboles, sotobosque, la cobertura del suelo, el suelo, los hongos, insectos y animales. Debido a que las plantas crecen a diferentes alturas, una comunidad de formas de vida diversas es capaz de crecer en un espacio relativamente pequeño, ya que cada capa se apila una encima de otra. En general, existen siete capas reconocidos en un bosque de alimentos, aunque algunos practicantes de permacultura también incluyen hongos como octava capa.
1. Dosel arbóreo: los árboles más altos del sistema. Los árboles grandes dominan pero por lo general no saturan la zona, es decir, existen parches libres de árboles.
2. Capa de sotobosque: árboles que crecen en los claros bajo el dosel.
3. Capa de Arbustos: capa diversa de plantas perennes leñosas de altura limitada. Incluye la mayoría de los arbustos de bayas.
4. Capa herbácea: las plantas en esta capa se secan y vuelven a la tierra cada invierno. No producen tallos leñosos como la Capa de arbustos. Muchas hierbas culinarias y medicinales se encuentran en esta capa. Una gran variedad de plantas beneficiosos entran en esta capa. Las plantas pueden ser anuales, bienales o perennes.
5. Superficie del suelo: existe cierta superposición con la capa herbácea y de la capa de cubierta del suelo; sin embargo las plantas en esta capa crecen mucho más cerca del suelo, crecer densamente para llenar suelo sin vegetación, y con frecuencia puede tolerar algo de tráfico pie. Los cultivos de cobertura conservan los suelos y disminuyen la erosión, junto con los abonos verdes que aportan nutrientes y materia orgánica al suelo, especialmente nitrógeno.
6. Rizosfera: capas de raíz en el suelo. Los principales componentes de esta capa son el suelo y los organismos que viven en él, como raíces de las plantas (incluyendo tubérculos como la papa y otros tubérculos comestibles), hongos, insectos, nematodos, gusanos, etc.
7. Capa vertical: las plantas escaladoras o enredaderas, como el frijol ayocote y las judías trepadoras, se encuentran en esta capa.[19][20]

### Efecto de borde

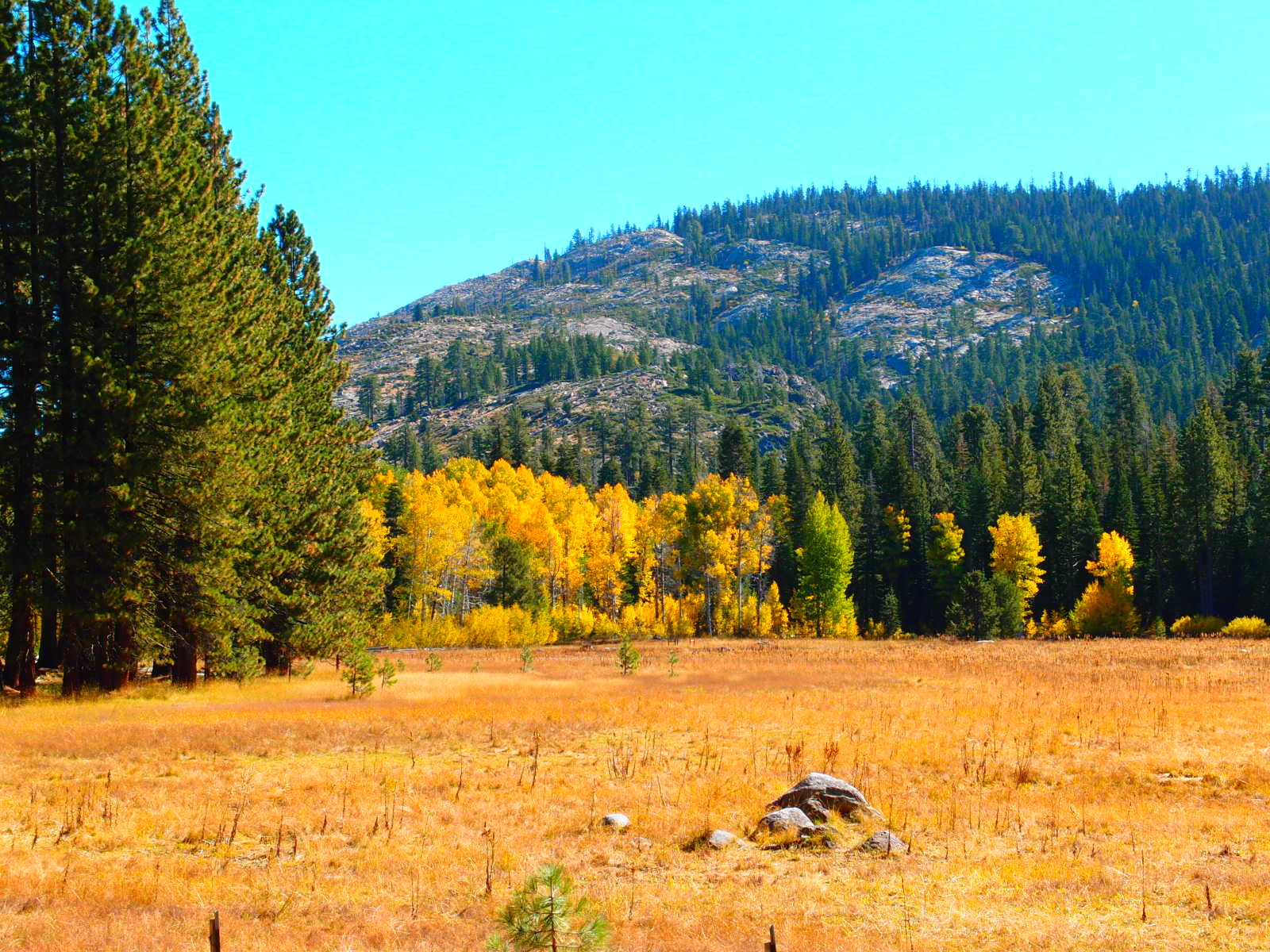
Efecto de borde de bosque-pradera.

El efecto de borde es cuando dos sistemas muy diferentes se encuentran y se crea un área de intensa productividad y conexiones útiles. Un ejemplo de esto es la costa; donde la tierra y el mar se encuentran hay una zona especialmente abundante para las necesidades humanas y animales. Así que esta idea se desarrolla en diseños permaculturales como en las espirales de hierbas aromáticas o la creación de estanques que tienen costas ondulantes en lugar de un simple círculo o un óvalo (aumentando así la cantidad de borde para un área dada).
|                        |
| Espiral de aromáticas. |

|                                             |
| Conjunto de estanques de retención de agua. |

|                                  |
| Estuario del Massa en Marruecos. |

Sin embargo, se han documentado casos en los que a veces el efecto de borde cuando se produce un cambio abrupto —de bosque a pradera por ejemplo— puede conllevar un mayor reemplazo de especies, además de una variación del microclima un tanto brusca. Se ha observado que hay mayor conservación cuando el cambio es menos abrupto, por ejemplo cuando un bosque linda con un monte bajo.

### Gremios

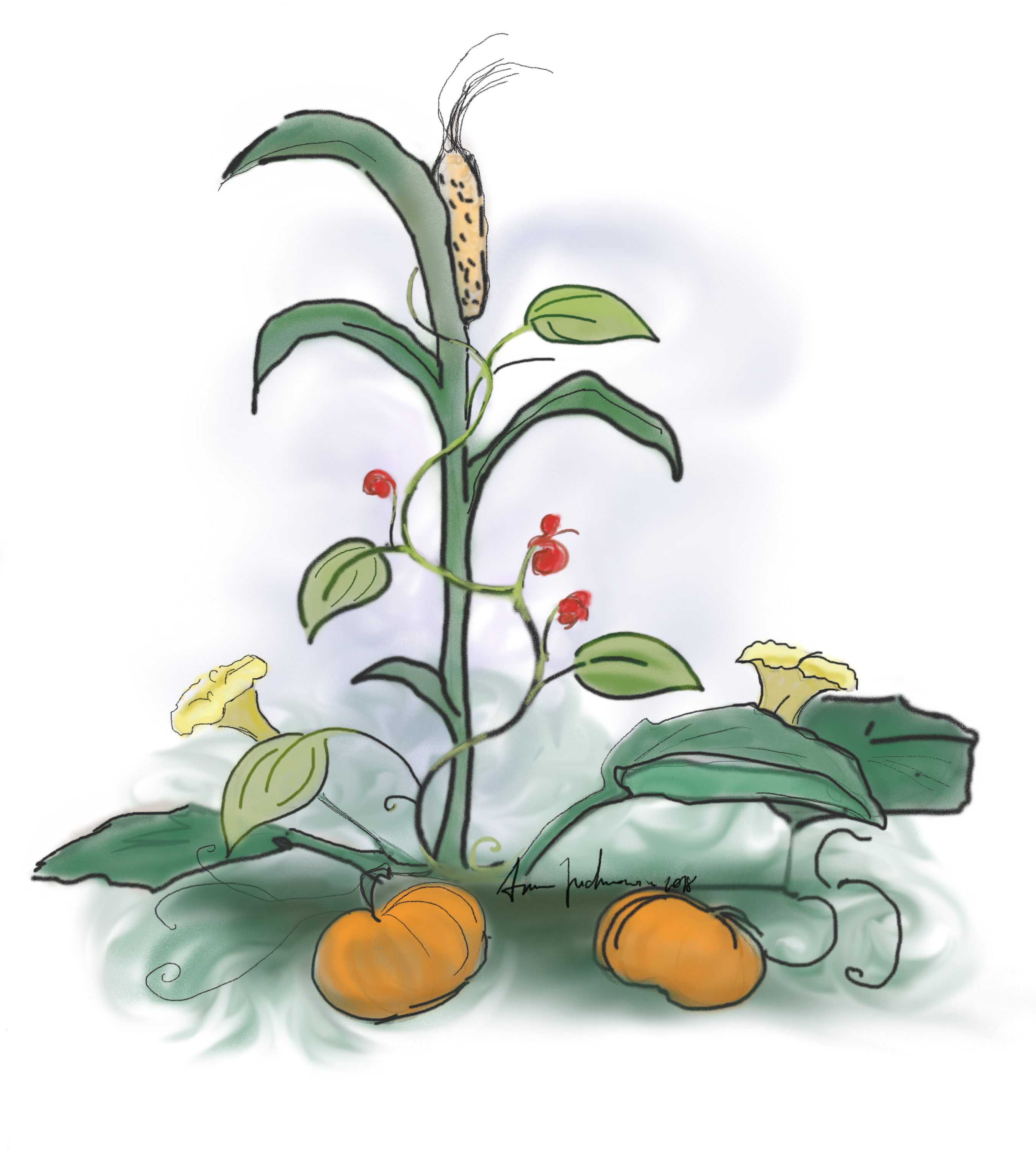
Las tres hermanas: Calabazas, habas y maíz. Es un claro ejemplo de asociación beneficiosa de cultivos que ya conocían los nativos americanos en la época precolombina. El maíz sirve de soporte para las habas que se enredan en este y las calabazas cubren y protegen el suelo del sol y la lluvia.

Hay muchas formas de gremios o asociaciones, incluyendo gremios de plantas con funciones similares (que podrían intercambiarse dentro de un ecosistema), pero la percepción más común es la de un gremio de apoyo mutuo provocando una simbiosis. Un gremio tal es un grupo de especies en las que cada uno proporciona un conjunto único de funciones diversas que se ayudan unas a otras de forma simbiótica. Gremios de apoyo mutuos son grupos de plantas, animales, insectos, etc., que funcionan bien estando juntos. Algunas plantas pueden ser cultivadas para la producción de alimentos, algunos tienen raíces primarias que extraen nutrientes desde las profundidades de la tierra, algunas son fijadoras de nitrógeno, algunas atraen insectos benéficos, y otras repelen insectos dañinos.
Cuando este grupo de elementos se agrupan y se benefician mutuamente unas de otras, se dice que estas plantas forman un gremio.

### Biodiversidad
Los monocultivos son sistemas artificiales creados por el ser humano para que encajaran con el modelo de especialización social, creando así grandes terrenos de monocultivo que se ha demostrado que no es lo ideal, ya que no encajan con el ecosistema ni se adaptan a él. Una plaga o enfermedad de una determinada especie hace al monocultivo poco resiliente, ya que no tiene cerca plantas que sea asocien o hagan gremio con ellas con el fin de protegerse, como fue el caso de la plaga de la filoxera que arrasaron monocultivos de vid por toda Europa.
Por tanto es necesaria la asociación de cultivos y uso de animales para aprovechar las simbiosis imitando a la naturaleza, logrando sistemas resilientes frente a plagas y que se autorregulan por sí mismos.

### Manejo del suelo

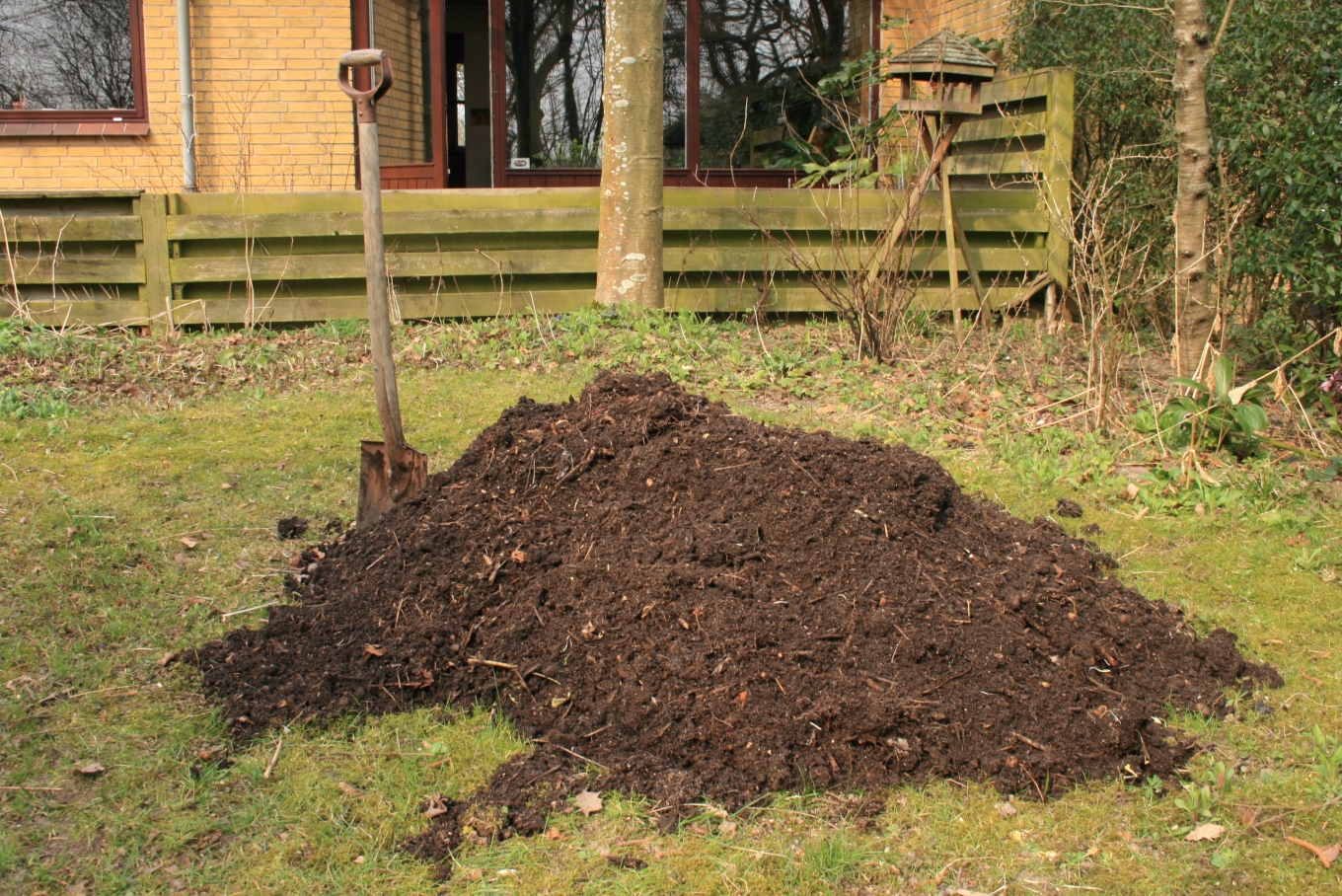
El compost se forma a partir de diferentes materiales de origen orgánico, los cuales son sometidos a un proceso biológico controlado de descomposición.

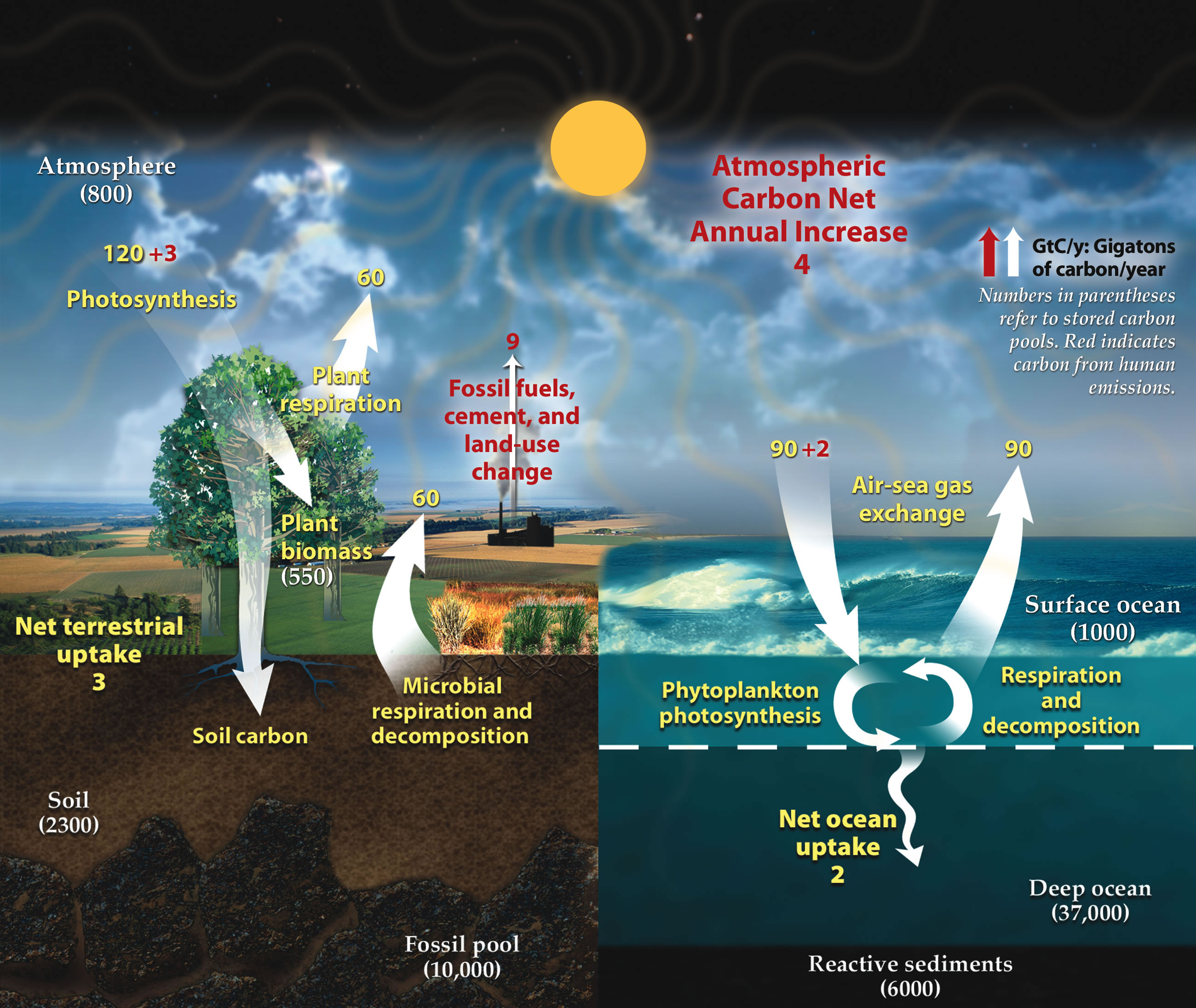
Ciclo global del carbono.

Para que un sistema pueda autorregularse y lograr la estabilidad necesita que el suelo esté "vivo", es decir que contenga el máximo de microorganismos e insectos beneficiosos como lombrices que permitan airearlo, además de hongos que creen micorriza que es la que ayuda en definitiva al buen desarrollo de las plantas. Para lograr un suelo sano este tiene que estar protegido tanto del sol como de la lluvia, ya que si este está desnudo la radiación solar como el golpe de las gotas de lluvia arrasan con los microorganismos y hongos que viven en el suelo. El bosque, el monte bajo y otros entornos naturales logran protegerlo de forma natural con las hojas caídas de árboles y matorrales. El ser humano logra imitar esto usando algún tipo de acolchado (mulch) que variará según el clima. Por ejemplo en zonas con una primavera y un verano bastante cálido como en los climas mediterráneo o mediterráneo continental conviene usar paja. En un clima algo más frío la paja u otro tipo de acolchado similar provocará un exceso de humedad, por lo que es recomendable usar compost en su lugar.
Otra forma de proteger el suelo es mediante una cobertura vegetal. Estas coberturas requieren un segado periódico que produce restos que al acumularse sirven de acolchado, o bien el uso de ganado para que paste y así recorte la hierba.
|                     |
| Acolchado con paja. |

|                                                                           |
| Acolchado con viruta de madera (solo recomendable para especies leñosas). |

|                              |
| Acolchado con fibra de coco. |

|                                               |
| Cobertura vegetal en un cultivo de almendros. |

Algo importante a tener en cuenta es el aporte de materia orgánica. En un suelo desnudo y que carezca de vida los nutrientes y materia orgánica de poco sirven, ya que cuando llueve estos se van a las partes más profundas del suelo perdiéndose en lo que se conoce como lavado de nutrientes. En cambio en un suelo vivo los microorganismos se comen estos nutrientes y van soltándolos lentamente a través de su respiración o cuando mueren. De este modo la materia orgánica les sirve a estos de alimento para seguir manteniendo un buen equilibrio en el suelo y las plantas consiguen que sus nutrientes no desaparezcan y disponer de ellos cuando lo necesitan.
Otro aspecto a tener en cuenta es la estructura del suelo. Este puede ser más arcilloso, limoso o arenoso y en cuanto a su pH puede ser un suelo ácido, neutro o alcalino. Del mismo modo que hay que tener en cuenta el clima para saber qué tipo de especies cultivar, es importante también saber el tipo de suelo que se tiene para averiguar si el suelo podrá ser fértil o simplemente cultivable y saber que tipo de plantas se adaptarían mejor. En el caso de que el suelo no sea muy apto para el cultivo se puede corregir aportando grandes cantidades de materia orgánica y acolchando el suelo. En ocasiones si el pH no es neutro y difícil de corregir quizá es recomendable adaptarse al terreno y plantar especies acidófilas o alcalófilas según sea el caso.
Otro aspecto fundamental en un suelo sano es la micorriza. Esta es la conexión que erigen los hongos para crear una simbiosis con las raíces de las plantas, arbustos y árboles. El hongo proporciona agua, minerales y nutrientes al vegetal de sitios inaccesibles para este. El hongo a cambio consigue hidratos de carbono y vitaminas que de otro modo no podría conseguir. Además logra que las especies de vegetales se comuniquen entre sí intercambiándose información y nutrientes. Un suelo desprotegido limita o directamente mata a un hongo micorrícico.
A esto hay que añadirle la importancia de que un suelo no sea volteado de ninguna forma, sobre todo mediante arado, para no pertubar y matar la vida microbiana del suelo, pero también para que no se libere el carbono del suelo en forma de dióxido de carbono a la atmósfera. Por eso tanto las técnicas de no-dig garden y no-till farming (jardín de no cavado y agricultura de no arado) podrían ser claves para frenar el cambio climático. La FAO ha estimado que el suelo es capaz de retener 25 PgC en 25 años, lo que equivaldría a un más de un 10 % de las emisiones provocadas por el ser humano.

### Uso de animales

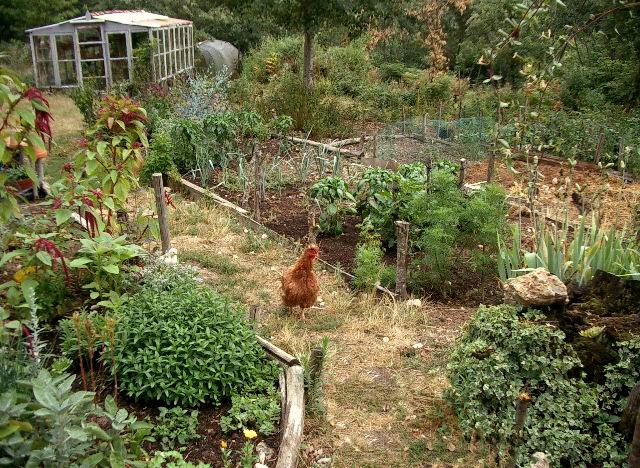
Gallina en medio de un jardín permacultural.

El manejo de animales en permacultura es clave para el mantenimiento de un sistema sostenible. Las lombrices de tierra y escarabajos que producen una aireación natural del suelo, mariposas y abejas que polinizan, gallinas, conejos, ovejas, cabras, cerdos y vacas que con sus desechos ayudan a abonar la tierra, además de removerla un poco con sus garras y pezuñas (bioturbación) favoreciendo la vida microbiana en el suelo siempre que no se produzca un sobrepastoreo de la misma. Precisamente para evitar este sobrepastoreo la permacultura contempla el uso de gallineros móviles o un sistema de rotación por zonas en el caso de animales de mayor tamaño.
La actividad de estos produce también otros muchos efectos beneficiosos como un buen reciclaje de nutrientes, siempre que estos estén bien alimentados con productos orgánicos, buen drenaje del suelo, desbroce y limitación de las hierbas adventicias, la consumición de frutos caídos propagando sus semillas, limitación de plagas, etc.
También existen sistemas silvopastoriles que aprovechan el cultivo de determinados tipos de árboles para que puedan proveer de alimento al ganado durante meses de forma gratuita, alimentándose los animales de los frutos caídos de estos. Por ejemplo los cerdos se pueden beneficiar de las encinas —dehesa— las ovejas de los perales y manzanos y las vacas de los árboles de mango.
Algunas especies de peces también contribuyen al buen funcionamiento de un estanque o sistema de permacultura marina.
|                                              |
| Las mariquitas ayudan a controlar el pulgón. |

|                                                               |
| Los gansos ayudan a limpiar el jardín de babosas y caracoles. |

|                                                  |
| Ejemplo de nichos cooperativos a pequeña escala. |

### Energía

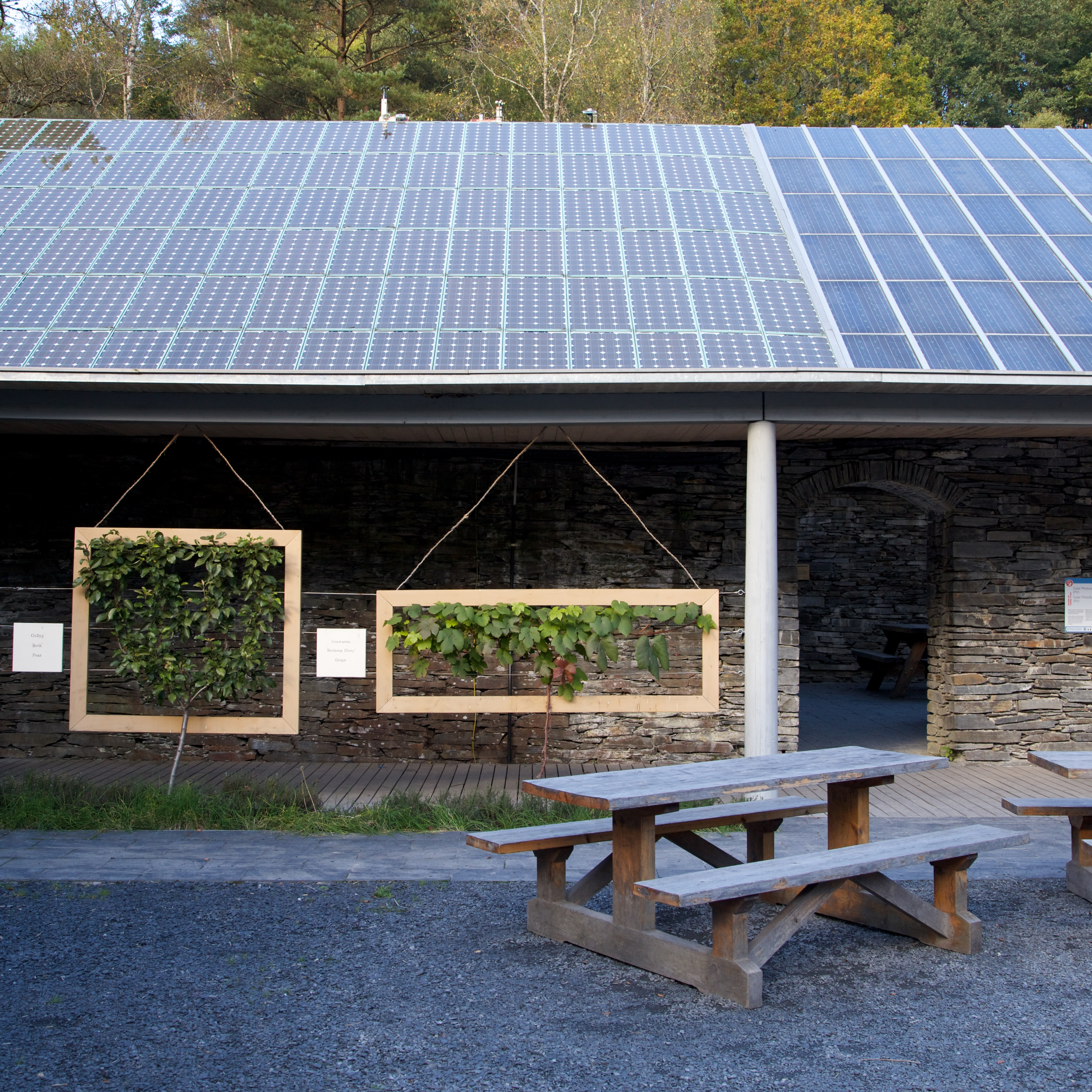
Casa con paneles solares en su tejado.

La permacultura aboga por la mayor conservación de energía posible que entra a un sistema, ya sea en forma de sol, agua o viento, entre otros. Un sistema tiene que producir más de lo que gasta para que este sea sostenible, por tanto se hace indispensable el buen posicionamiento de determinados árboles y plantas para que el sol penetre en invierno en los sitios deseados o que aporten sombra en verano en esos mismos lugares, de este modo una casa podría estar frente a un árbol de hoja caduca orientada al sol del mediodía (al sur en el hemisferio norte y al norte en el hemisferio sur) y recibir todo el sol necesario en invierno al no tener el árbol hojas y en verano estar protegida de este gracias a todo el follaje que tiene el árbol. Otra buena forma de aprovechar el sol es colocando en los tejados paneles de energía solar y almacenarla en baterías como energía eléctrica.
Para aprovechar el viento también pueden colocarse pequeños molinos domésticos y almacenarla en baterías y para protegerse de él colocar "cortavientos" que son líneas de árboles de hoja perenne (como cipreses) en lugares de dónde provenga el viento más frío e intenso.
Para el agua también se puede diseñar zanjas a nivel o líneas clave (keylines) para que el propio terreno la absorba y no se desaproveche. De este modo el agua acumulada en el subsuelo puede ser aprovechada por los árboles en periodos más secos. Para evitar la salida de agua del sistema se pueden diseñar la colocación de pequeños montículos sobre los que también se puede cultivar, llamados Hügel (colina en alemán) en aquellos lugares dónde se escapa el agua. El agua que cae sobre la casa o cualquier otro edificio también se puede almacenar en depósitos mediante un sistema de canalones que eviten que se eche a perder. Después de haber sido usada y contaminada en casa, esta puede ser purificada de nuevo y reutilizada para regar la huerta o para abastecer una piscina natural.

### Arquitectura

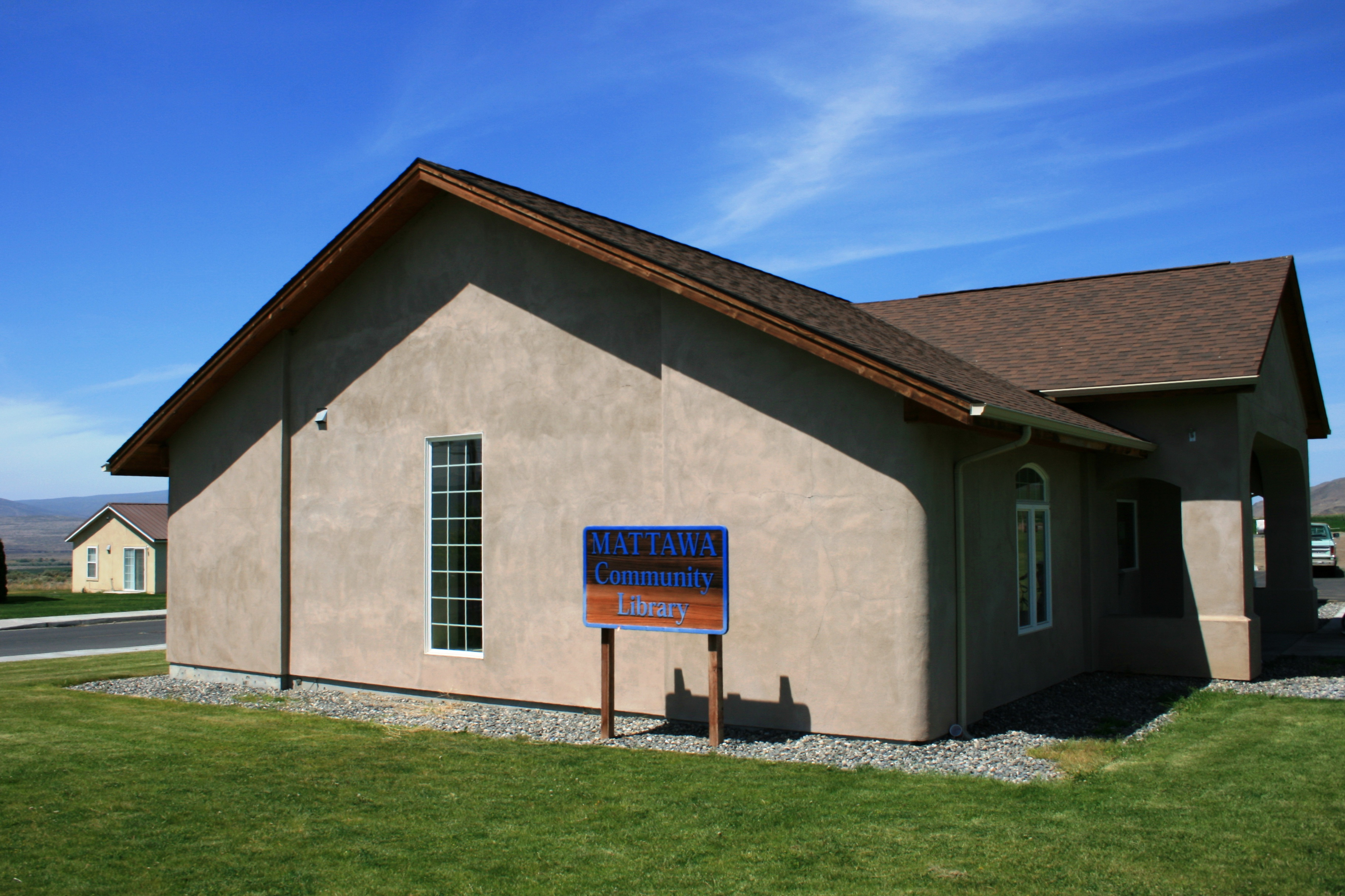
Construcción a base de pacas de paja.

El diseño permacultural también atañe a la vivienda misma y a edificios auxiliares dentro de una explotación. Es recomendable que la propia vivienda esté dentro del sistema que un permacultor gestione para poder aprovechar el sistema de zonas (de la zona 1 a la 5). Por tanto, la casa pasa a ser la zona cero desde donde se parte hacia las distintas áreas con el fin de ahorrar energía a los mismos propietarios. Para ello en la zona 1 van a estar las áreas o cosas que más necesiten visitarse a lo largo del día como la compostera para tirar los residuos o la espiral de aromáticas para usar esas hierbas en la cocina.
En cuanto a la orientación esta debe ser siempre hacia donde esté posicionado el sol a mediodía (al sur en el hemisferio norte y orientada al norte en el hemisferio sur). Por tanto es importante protegerse del sol y del viento colocando árboles de hoja caduca frente a la casa y cortavientos en las zonas donde más frío y agresivo sea el viento, normalmente la zona norte o noroeste en el hemisferio norte.
Los materiales también se contemplan. Es importante, aunque no obligatorio, construir una vivienda con materiales de bajo impacto ecológico y al ser posible que se encuentren a mano. Piedras del lugar, cob o con superadobe, madera de un bosque cercano, etcétera. De este modo la casa será una bioconstrucción y será construida de la forma más ecológica posible. Aunque muchos permacultores optan por adquirir una casa pequeña prefabricada (tiny house) o incluso por remodelar un viejo contenedor de transporte marítimo.
|                |
| Estufa cohete. |

|            |
| Baño seco. |

|                                  |
| Canalones para recogida de agua. |

|              |
| Compostador. |

## Permacultura en la ciudad

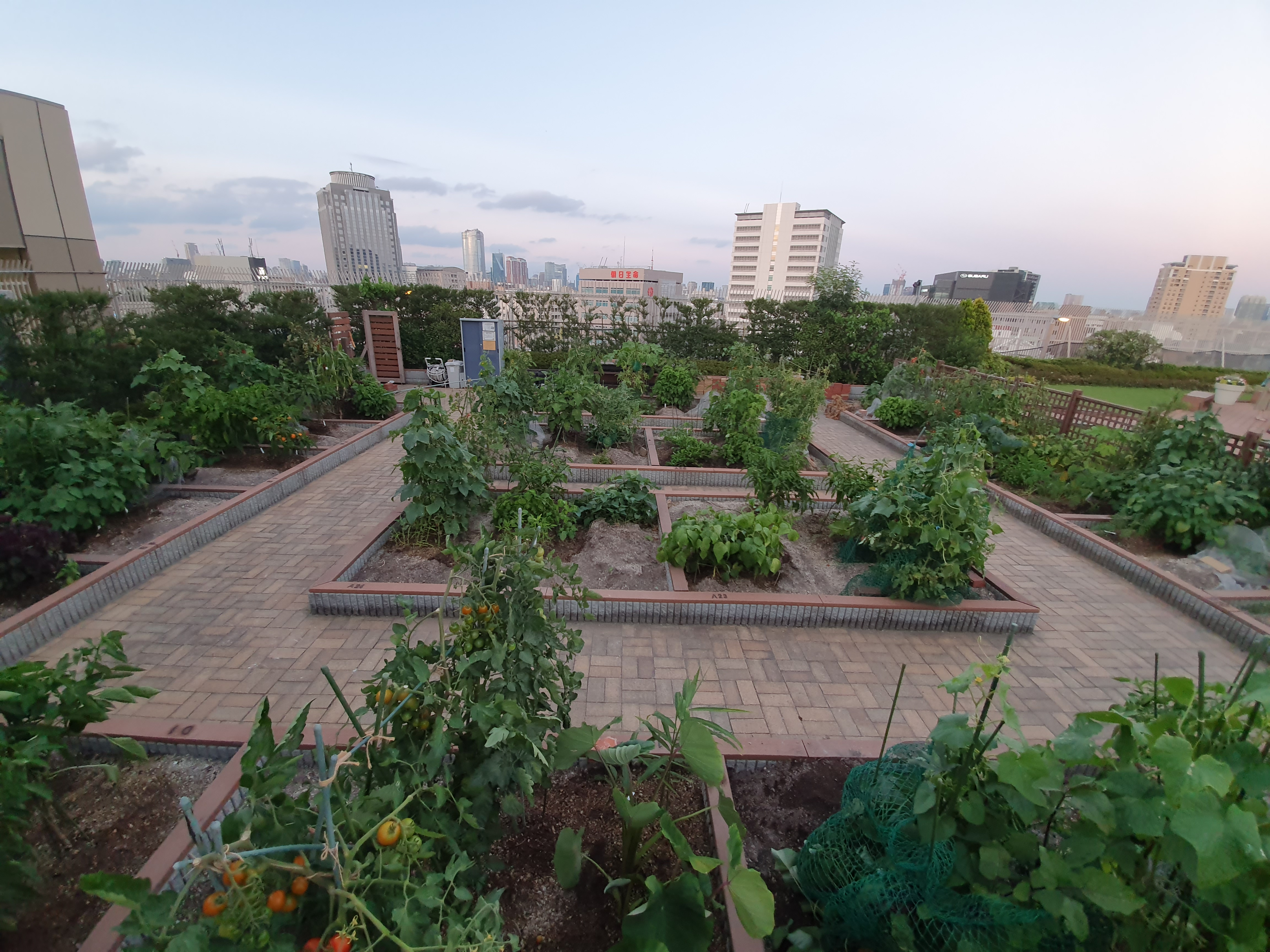
Huerto urbano en lo alto de la azotea de un edificio.

El movimiento de Comunidad de transición fue iniciado por el permacultor Rob Hopkins, primero en 2005 en Irlanda, con estudiantes de un instituto de formación profesional en Kinsale. Un año después la idea fue ampliada en su ciudad natal: la ciudad inglesa de Totnes. Tiene como objetivo crear comunidades resilientes que puedan alcanzar la independencia energética ante disintas amenazas como el fin del petróleo, el cambio climático y una crisis económica mundial. El movimiento no solo tiene que ver con la permacultura en sí, sino con la agroecología y el decrecimiento económico también. Esto conlleva también a dar a conocer e impulsar la permacultura en los ámbitos urbanos, ya que en las ciudades se concentra la mayoría de la población.
Aunque para que un permacultor pueda llevar su actividad de forma plena debe de vivir en el campo dentro de su sistema o en su defecto en una aldea o pueblo a pocos minutos de su huerto, también existen permacultores urbanos que deciden crear su propio alimento en la ciudad gestionando un huerto urbano. Este puede ubicarse en alguna parcela que otorga la administración local para que los vecinos de un barrio planten sus propias hortalizas o incluso en lo alto de las azoteas de algunos edificios.

## Economía
La permacultura se presenta también como una alternativa tanto social y económica a la vida convencional. Prima la cooperación frente a la competencia y para ello en cada zona geográfica puede resultar muy útil establecer una Red de Apoyo Mutuo (RAM) para que los permacultores de una zona concreta puedan ayudarse entre sí en caso de que falle un cultivo, echar una mano, hacer una consulta, etc.
En lo que atañe al producto, se trata de producir lo que consumimos (autosuficiencia) o en su defecto estar en contacto directo con los productores y agricultores a los que se les compra de forma directa de alimentos en lugar de ir al supermercado y adquirir alimentos que no sabe cómo se han elaborado ni cultivado. Para ello han surgido iniciativas que sirven para este propósito como los SIL (Sistema de Intercambio Local) dónde se usan créditos locales como forma de intercambio y que no solo se intercambian alimentos sino también bienes y servicios.
La permacultura se opone al modelo de producción lineal y extractor en el que nos encontramos en la actualidad y propone como alternativa un tipo de economía circular dónde se prescinda del plástico lo máximo posible, que los productos sean de la zona más cercana posible para evitar contaminación y que estos se reciclen o se reutilicen una vez usados o consumidos. El transporte de mercancías de alimentos desde otros países genera una huella de carbono que hace insostenible el modelo de producción lineal y los restos de comida acaban desperdiciándose en el basurero. Los permacultores compostan y aprovechan cada resto de comida para convertirlo en compost que luego usan en sus cultivos como abono o reutilizan cualquier utensilio para darle una segunda vida, cerrando así el círculo.
Esta alternativa económica no se opone al enriquecimiento. Un permacultor puede enriquecerse pero tiene que respetar las éticas de la permacultura y no tomar más de lo necesario antes de reinvertir los beneficios. Además el ahorro es un aspecto importante, ya que de igual modo que para que un sistema sea sostenible debe producir más energía que la que se gasta, se tiene que producir más dinero del que se invierte para que también sea sostenible económicamente.

## Educación

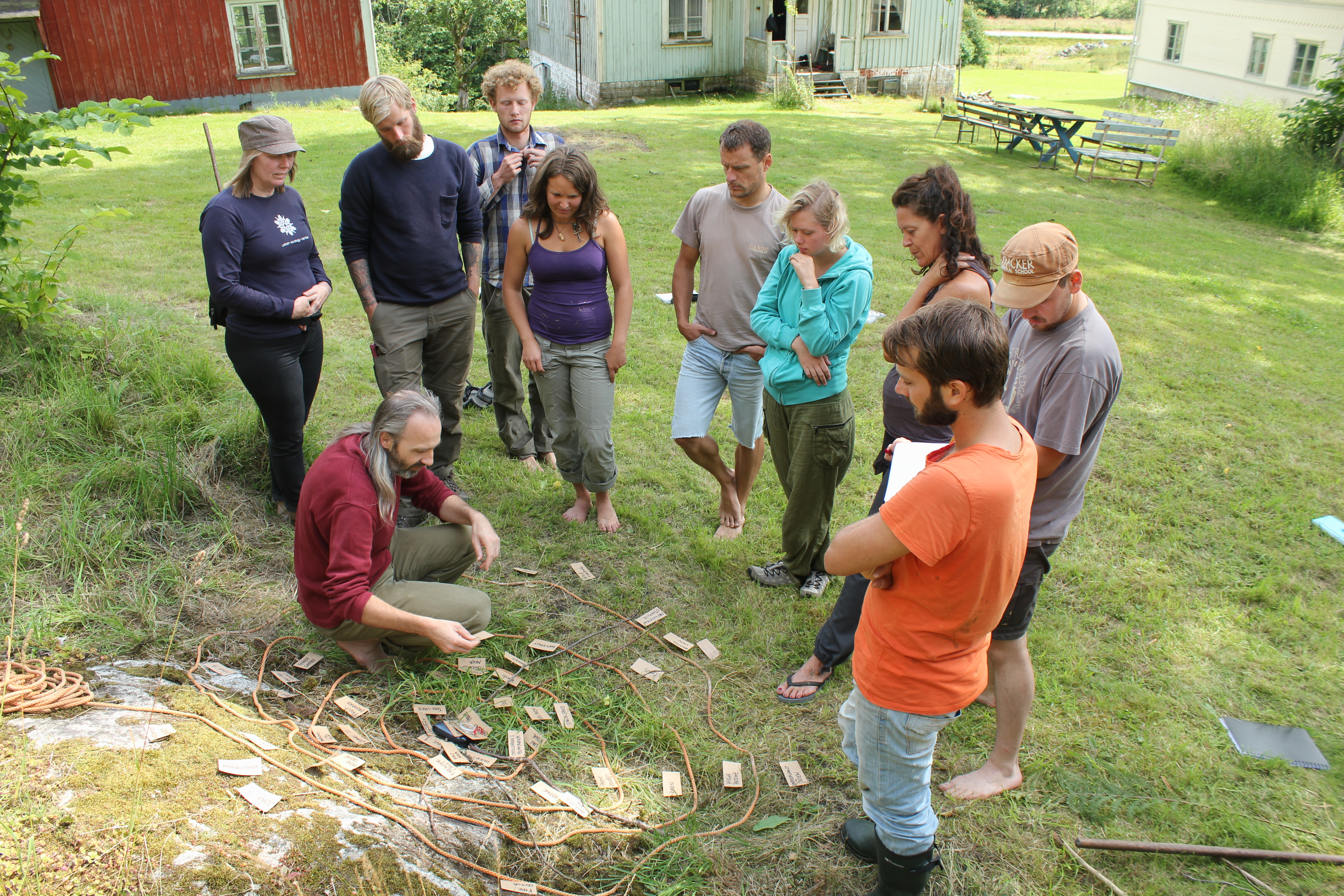
Un profesor enseñando las zonas a un grupo de alumnos.

En muchos países existen escuelas o institutos que imparten lo que se conoce como CDP (Curso de Diseño de Permacultura) que es un curso de unas 72 horas lectivas que pueden ser impartidas en unas pocas semanas o hasta en dos meses según la asociación o entidad que lo gestione. Esto se puede ampliar con un Curso de Diseño Aplicado de Permacultura que algunas entidades lo pueden extender a dos años. Ambos acreditan con un certificado a su término.
Sin embargo aún no es una formación reconocida por las administraciones nacionales de ningún país, aunque a veces se imparten cursos y conferencias sobre permacultura en muchas universidades del mundo. En algunas de ellas ofertan un curso extendido de permacultura similar al Curso de Diseño Aplicado de Permacultura en dos universidades de Viena: la Universidad del Cultivo del Suelo de Viena (BOKU) y la Escuela Superior de Pedagogía Agraria y del Medio Ambiente. En Estados Unidos algunas universidades imparten tanto el CDP (PDC en inglés) de diez semanas y un curso más extendido llamado PDC pro Course de veinte semanas. Estos cursos se imparten en la Universidad Estatal de Oregón, la Universidad Estatal de Carolina del Norte, la Cornell University y la University of Massachusetts Amherst.
En Alemania la Universidad de Gotinga desarrolla un proyecto de permacultura llamado PermaKulturRaum. Es llevado a cabo por estudiantes desde 2011 y tiene como objetivo reducir la huella de carbono. Está previsto que el proyecto esté activo durante 20 años.

## Principios éticos

### Los tres principios básicos de la permacultura
David Holmgren ideó una ética de la permacultura basada en tres principios éticos fundamentales:
|   | Ética                                                                                          | Descripción |
| - | ---------------------------------------------------------------------------------------------- | --- |
| 1 | Cuidado de la tierra: conservación del suelo, los bosques y el agua.                           | Provisión para todos los sistemas de vida para que continúe y se multiplique. Este es el primer principio, porque sin una tierra sana, los seres humanos no pueden prosperar. |
| 2 | Cuidado de las personas: ocuparse de sí mismo, de los familiares, parientes y de la comunidad. | Provisión para las personas para acceder a los recursos necesarios para su existencia. |
| 3 | Repartición justa: redistribución de los excedentes (límites al consumo y a la reproducción).  | Reinvertir los excedentes de nuevo en el sistema para proporcionarlos a las dos primeros éticas. Esto incluye devolver los residuos al sistema para reciclar útilmente. La tercera ética se refiere a la Compartición justa reflejando que cada uno no debe tomar más de lo que necesita antes reinvertir el superávit. |

### Cuidar de la tierra

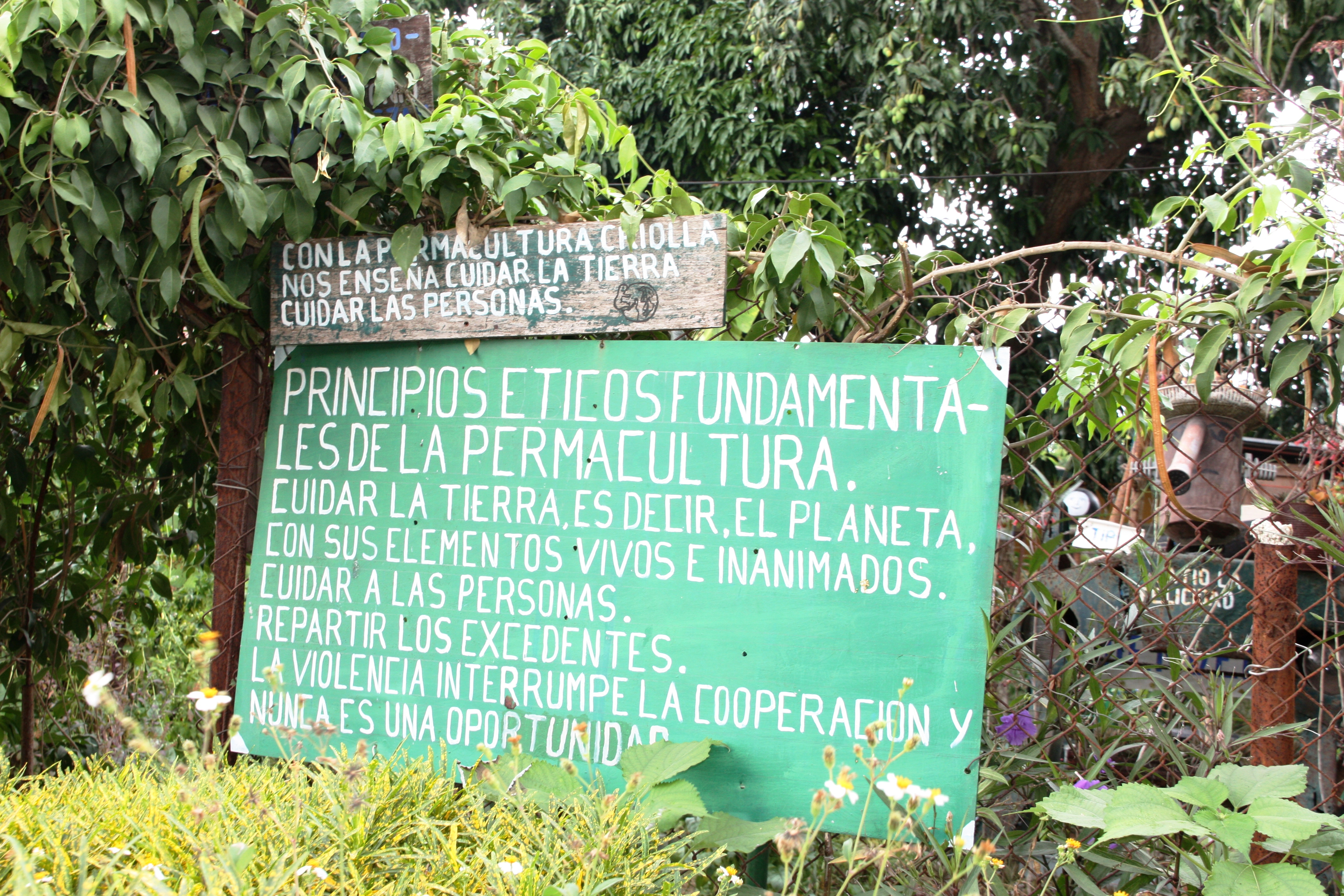
Placa ubicada en Cuba donde aparecen los principios éticos de la permacultura.

Este componente ecológico tiene como objetivo el uso y manejo cuidadoso y responsable de las bases naturales de la vida (recursos). Estos se entienden como un regalo de la tierra para todos los seres vivos.
Nuestro planeta es un conjunto de sistemas complejos, interdependientes, en proceso de evolución y fuera de nuestro entendimiento completo. Todas las especies, todos los procesos, todos los elementos tienen un valor en sí mismo, más allá de su valor económico o funcional para el hombre.
Para poder hacer sostenible un diseño permacultural, se tienen que integrar con una perspectiva a largo plazo los ciclos naturales de materiales y los flujos energéticos dentro de los sistemas fundamentales que sostienen la vida. “La gente a menudo asocia el cuidado de la Tierra con algún tipo de gerencia planetaria, como un reflejo del concepto de la Tierra como nave espacial popularizado inicialmente a fines de los 60 y principios de los 70. Estas ideas han sido poderosas en la forja de un entendimiento de la crisis global ambiental y otras crisis de carácter ético, pero a menudo se quedan en abstracciones separadas de nosotros".

### Cuidar de las personas
Este componente social toma en cuenta los derechos de toda la gente, de los pueblos y comunidades, a decidir sobre su vida. Hace de la permacultura una filosofía ambiental humanista, que ubica las necesidades y aspiraciones humanas en el centro de nuestra ocupación porque tenemos el poder y la inteligencia para afectar nuestra situación, intentando mantener un equilibrio entre libertad individual y responsabilidad para llegar a un equilibrio entre las necesidades individuales y las comunes. Esto da vida a la demanda ética de la justicia social: Todos los seres humanos deben tener el mismo derecho y acceso a los recursos y conocimientos. El cuidado de la gente comienza por uno mismo, pero se expande en círculos crecientes para incluir a la familia, vecinos, y comunidades cercanas. En este sentido sigue el patrón de casi todos los sistemas éticos tradicionales. Para tener la capacidad de contribuir con el bien mayor, uno debe estar sano, fuerte y seguro. Visto desde esta perspectiva, el principio significa: Cuidarse a sí mismo, a los seres queridos y a la comunidad.

### Repartición justa
Sobre la repartición de los excedentes existe un debate sobre qué título de la 3.ª ética resume mejor su significado. Holmgren, en su libro Principios y senderos de permacultura especifica que se entiende como reparto entre todas las especies y que esto supone distribuir tanto la población como el consumo humanos (dos conceptos directamente opuestos al antropocentrismo y consumismo dominante actual, que aportan un significado necesariamente ambiguo a "reparto equitativo" como resumen de estos conceptos). También se añaden dos directivas: tomar plena responsabilidad para nuestras vidas y cooperar). Al asegurarnos que todos los productos y excedentes están dirigidos hacia los objetivos anteriores, podemos empezar a construir una cultura verdaderamente sostenible y permanente.

## La flor de la permacultura

Flor de la Permacultura.

Fue conceptualizada por David Holmgren, indica los diferentes ámbitos en los que la Permacultura debe actuar para transformar a las sociedades en sostenibles y desde cuál puede comenzar quien esté interesado en practicarla. Cada pétalo de esta flor es uno de los ámbitos de nuestra cultura que dadas las cosas como están en el mundo, necesitan rediseño. En el centro de la flor están los principios éticos y de diseño de la permacultura y alrededor de cada pétalo están los principios, estrategias, métodos, prácticas o elementos que tendremos que escoger o crear y quizá adaptar a nuestra realidad.

## Sobre el uso del término y la marcapermacultura
El uso del término "permacultura" ha sido motivo de disputa. Bill Mollison afirmó que el término estaba protegido por la leyes de propiedad intelectual, en concreto, uno de sus libros dice: "El contenido de este libro y la palabra PERMACULTURA están protegidos por las leyes de propiedad intelectual". Estas afirmaciones fueron ampliamente aceptadas por la comunidad permacultora. Sin embargo, las leyes de propiedad intelectual no protegen nombres, ideas, conceptos, sistemas y maneras de hacer cosas, solo protegen la expresión y descripción de una idea, pero no la idea en sí misma. Con el tiempo, Bill Mollison admitió que estaba equivocado y que no se puede aplicar restricción alguna al uso de la palabra permacultura desde el punto de vista de las leyes de propiedad intelectual.
En el año 2000, Bill Mollison y su Instituto Norteamericano de la Permacultura solicitaron el registro la marca permacultura, concretamente la variante de marca de servicio (en inglés, service mark) cuando fuera empleada en seminarios, cursos formativos y talleres. La marca hubiera permitido a Bill Mollison y sus dos institutos de permacultura (uno en EE. UU. y otro en Australia) establecer guías sobre quién puede enseñar lo que es la permacultura y de qué manera debe de ser enseñada. Él mismo fue promotor en 1993 de un sistema de certificación y capacitación de enseñantes de la permacultura. Los intentos por registrar la marca no tuvieron éxito. No obstante, de nuevo en 2001 Bill Mollison solicita registrar la marca "Curso de diseño de permacultura"  y "Diseño permacultor" en Australia. Dichas solicitudes fueron retiradas en 2003. Posteriormente, en 2009 solicita el registro de la marca "Permacultura: Un manual para diseñadores" e "Introducción a la Permacultura", asociada a sus dos libros. Mollison retiró dichas solicitudes en 2011. A pesar de dichos intentos, nunca se materializó el registro de la marca Permacultura en Australia.